# Brno-Maloměřice (nádraží)
Brno-Maloměřice je železniční stanice, která se nachází na severovýchodě Brna ve čtvrti Maloměřice. Ve stanici se od sebe oddělují hlavní tratě směřující do České Třebové a do Havlíčkova Brodu. Jde čistě o nákladové a seřaďovací nádraží, osobní doprava tudy jen projíždí.

## Historie
V období první republiky se uzel Brno potýkal s nedostatkem řadicích kapacit, což vedlo k úvahám o výstavbě seřaďovacího nádraží. Zvažovaly se v zásadě dvě lokality – v rovině na jihu v oblasti Heršpic nebo v údolí na severu v Maloměřicích. Nakonec byly vybrány Maloměřice, které byly prosazovány ze strany armády, která argumentovala lepší možností obrany nádraží z okolních vrchů (Hády). Stavba ranžíru byla zahájena v roce 1938, ale v roce 1941 byla zastavena a opět se začalo zvažovat zřízení stanice na jihu.
11. listopadu 1951 nakonec padlo definitivní rozhodnutí ministerstev dopravy a obrany o obnovení výstavby v Maloměřicích. Současně byla budována přeložka trati Brno – Havlíčkův Brod, která nově také vyúsťovala z tohoto nádraží (původně tímto prostorem vedla jen trať na Českou Třebovou).
Provoz seřaďovacího nádraží byl zahájen po dobudování vjezdové skupiny v roce 1954, celá stanice byla dokončena až v roce 1965. Součástí komplexu je rovněž lokomotivní depo, které bylo postaveno v roce 1956. Depo zpočátku podléhalo pod starší depo Brno dolní, jako samostatný provoz začalo fungovat 1. října 1964.

## Popis stanice

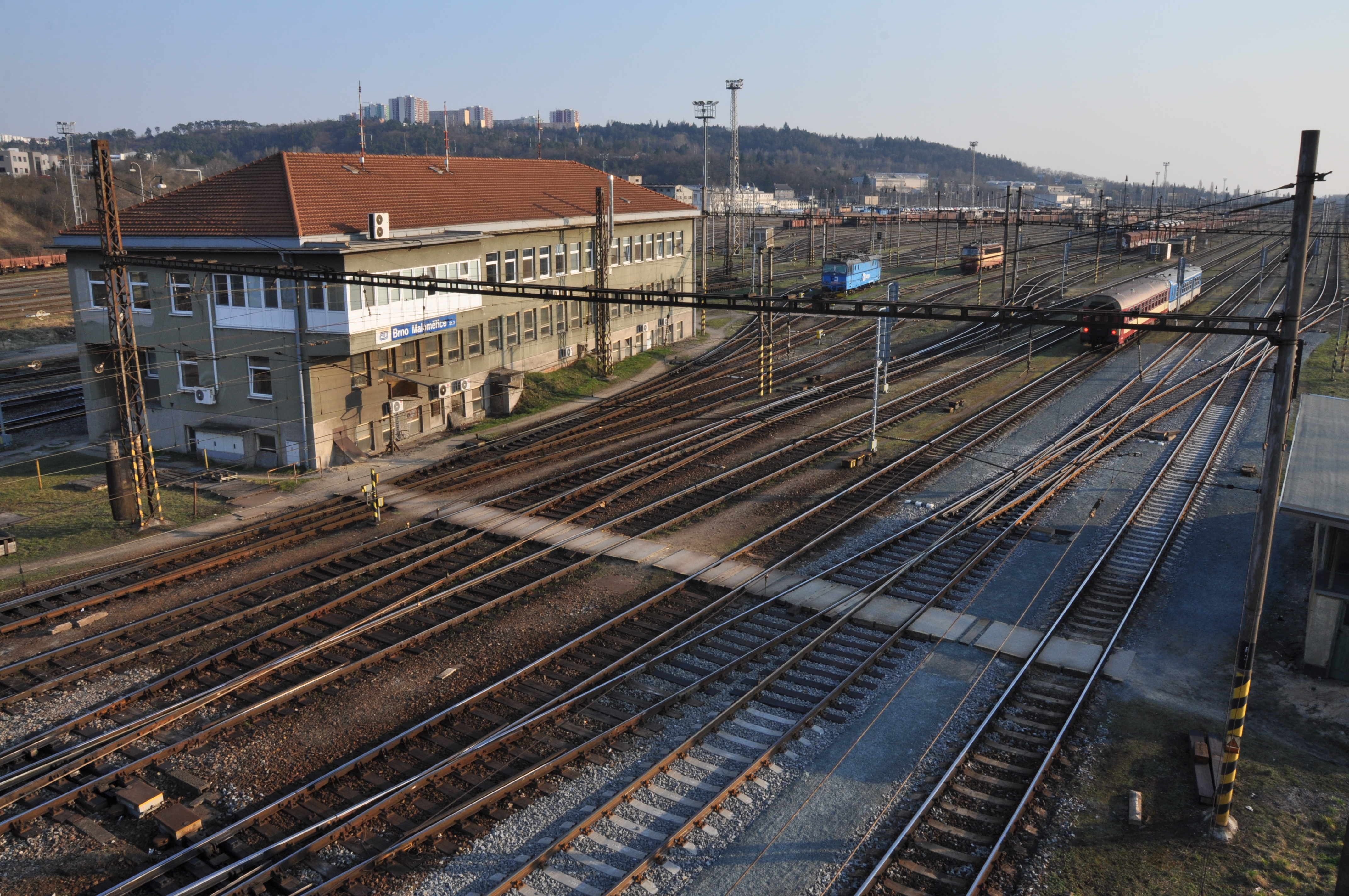
Provozní budova sever s ústředním stavědlem St 3

Jde o seřaďovací nádraží, které je vybaveno reléovým zabezpečovacím zařízením, které je ovládáno z pěti stavědel: St 1, St 2, St 3 (ústřední stavědlo), St 5 a St 6, přičemž poslední uvedené není standardně obsazeno. Ve směru od odbočky Brno-Židenice vedou do stanice průjezdné koleje ve směru na Adamov (koleje T1 a T2) a na Brno-Královo Pole (koleje T1a a T2a), přímo do kolejiště seřaďovacího nádraží vedou z Brna-Židenic tři koleje (T4, T6 a T8). Vjezdová skupina má 10 kolejí, směrová skupina 23 kolejí a odjezdová skupina 5 kolejí. Všechny skupiny jsou umístěny paralelně. U některých kolejí jsou služební nástupiště sloužící pro drážní zaměstnance.

## Vlečky
Ze stanice odbočuje několik vleček:
- Tomáš Novotný - Cementárna Maloměřice
- Opravna kolejových vozidel Brno Maloměřice
- České dráhy - Brno Maloměřice